# 대한민국 형법 제274조
대한민국 형법 제274조는 유기, 존속유기에 대한 형법각칙의 조문이다.

## 조문
제274조(아동혹사) 자기의 보호 또는 감독을 받는 16세 미만의 자를 그 생명 또는 신체에 위험한 업무에 사용할 영업자 또는 그 종업자에게 인도한 자는 5년 이하의 징역에 처한다. 그 인도를 받은 자도 같다.

 第274條(兒童酷使) 自己의 保護 또는 監督을 받는 16歲 未滿의 者를 그 生命 또는 身體에 危險한 業務에 使用할 營業者 또는 그 從業者에게 引渡한 者는 5年 以下의 懲役에 處한다. 그 引渡를 받은 者도 같다.

## 참고 문헌
- 김재윤(학원인), 손동권 저, 새로운 형법각론, 율곡출판사, 2013. ISBN 9788997428342

## 같이 보기
- 감금죄
- 강도상해죄